# Furia Esports
Furia (estilizado FURIA) é uma organização brasileira que atua nas modalidades de e-sports em Counter-Strike 2, Rocket League, League of Legends, Valorant, Rainbow Six: Siege, Apex Legends, e Futebol de 7. Fundada em 2017, a FURIA possui o time de Counter-Strike que melhor desempenha nas competições internacionais mais recentes, sempre a frente nas colocações entre equipes do país.
A organização foi eleita por dois anos consecutivos, em 2020 e 2021, como a melhor organização de esportes eletrônicos no Prêmio eSports Brasil. Em 2022, foi apontada como a quinta maior organização de esportes eletrônicos do mundo pelo portal norte-americano Nerd Street.

## História
Fundada em agosto de 2017 em Uberlândia, Minas Gerais, a FURIA foi fruto da idealização do empresário Jaime Pádua, que já planejava investir nos esportes eletrônicos, e dos também empresários André Akkari (jogador de pôquer profissional) e Cris Guedes. Esses dois tinham planos semelhantes e atribuíram a Jaime a missão de conduzir o projeto. No decorrer dos anos, a FURIA foi evoluindo no cenário mundial dos esportes eletrônicos, alcançando marcas históricas entre equipes brasileiras.
A organização já possuía escritórios menores em São Paulo e nos Estados Unidos, mas foi em novembro de 2020 que foi anunciado uma estrutura maior na capital paulista, com o objetivo de comportar seus funcionários e times profissionais. Em 2023, anunciou uma nova sede em Mellieħa, Malta, para disputar com mais facilidade torneios que acontecem na Europa.

## Kings League
Em 2024, a organização estreou na modalidade de futebol 7, fazendo sua primeira aparição na competição Kings World Cup da Kings League, liga de futebol 7 criada pelo ex-futebolista Gerard Piqué e pelo influenciador digital Ibai Llanos.
Em 2025, a organização anuncia oficialmente seu time de futebol 7, com a presidência de Cris Guedes e Neymar, e também a entrada na Porsche Cup Brasil, em parceria com a equipe RedRam, tendo Caio Castro e Matheus Comparatto como pilotos.

### Conquistas notáveis
| Posição | Campeonato          | Campeonato | Resultado     | Adversário |
| ------- | ------------------- | ---------- | ------------- | ---------- |
| 1º      | Kings League Brazil | 2025       | 5 (2) X (1) 5 | Dendele FC |

## Counter-Strike: Global OffensiveeCounter-Strike 2

### História
O primeiro investimento da FURIA foi no Counter-Strike: Global Offensive. A equipe faria sua primeira aparição em um Campeonato Major apenas dois anos após sua fundação no IEM Katowice Major 2019, embora tenham sido eliminados na primeira fase do torneio. A FURIA continuou a melhorar pelo resto do ano, terminando em segundo lugar na 7ª temporada do Esports Championship Series (ECS).
Em setembro de 2020, a FURIA venceu a 12ª temporada da ESL Pro League da América do Norte, edição que foi separada dos times europeus por conta da pandemia de COVID-19. Em 2021, fechou o chamado "Acordo do Louvre" com a ESL, que tornou a equipe parceira permanente da ESL Pro League. No ano seguinte, esse acordo foi renovado até 2025.
A equipe foi a primeira colocada da região das Américas indo para o PGL Major Stockholm 2021, e chegou até nas quartas de final. A equipe também foi eliminada nas quartas de final do PGL Major Antwerp 2022.
Em 7 de outubro de 2022, a FURIA se classificou para o IEM Rio Major 2022. Com um enorme apoio da torcida em seu país, a FURIA superou as expectativas e conseguiu ir até as semifinais, até então sua melhor colocação em um Major.
No dia 3 de julho de 2023, a FURIA anunciou as contratações de Gabriel "FalleN" Toledo e Marcelo "chelo" Cespedes, ambos vindos da Imperial.
No dia 16 de abril de 2024, a FURIA anunciou que Andrei "arT" Piovezan foi movido ao banco de reservas, o jogador estava na equipe desde Fevereiro de 2018, sendo o capitão em grande parte deste período, Andrei foi um dos grandes responsáveis na ascensão da FURIA á nível internacional. Kayke "kye" Bertolucci, membro do time de base, integrou temporariamente a equipe titular. No mesmo dia a organização anunciou que Nicholas "guerri" Nogueira, um dos fundadores da organização e membro de longo prazo, saiu do papel de treinador para assumir a posição de Head de Esports.
No dia 9 de julho de 2024, a FURIA anunciou através de um grande comunicado, a renovação dos contratos de Kaike "KSCERATO" Cerato e Yuri "yuurih" Santos por mais três anos, e anunciou Felipe "skullz" Medeiros como o novo integrante da equipe titular de CS2. Na comissão técnica, os analistas Hunter "Lucid" Tucker e Viacheslav "innersh1ne" Britvin, respectivamente estado-unidense e russo, se juntaram á Sid "sidde" Macedo, treinador principal. Essas mudanças foram descritas como um grande passo visando a adição de jogadores de outras nacionalidades no futuro. 

### Conquistas notáveis
| Posição | Campeonato                                   | Resultado | Adversário        | Premiação  |
| ------- | -------------------------------------------- | --------- | ----------------- | ---------- |
| 1º      | ESL Pro League Season 12 North America       | 3x0       | 100 Thieves       | US$77,500  |
| 2º      | Esports Championship Series Season 7 Finals  | 0x2       | Team Vitality     | US$100,000 |
| 3º–4º   | Intel Extreme Masters Rio 2024               | 0x2       | MOUZ              | US$20,000  |
| 3º–4º   | ESL Pro League Season 13                     | 0x2       | Ninjas in Pyjamas | US$28,000  |
| 3º–4º   | Intel Extreme Masters Rio Major 2022         | 1x2       | HEROIC            | US$80,000  |
| 3º–4º   | ESL Pro League Season 15                     | 0x2       | FaZe Clan         | US$55,000  |
| 3º–4º   | DreamHack Masters Dallas 2019                | 0x2       | Team Liquid       | US$22,000  |
| 3º–4º   | ESL One: Cologne 2020 Online - North America | 0x2       | Evil Genuises     | US$12,500  |
| 3º–4º   | Intel Extreme Masters Season XVII - Dallas   | 0x2       | ENCE              | US$22,000  |

## Rocket League

### História
Em 23 de março de 2021, eles anunciaram sua entrada na cena de Rocket League adquirindo o elenco da Novus Aevi.
No Rocket League Championship Series (RLCS) de 2021–22, a FURIA chegaria às semifinais do torneio mundial antes de perder para os eventuais vencedores do torneio Team BDS.

### Conquistas notáveis
- 1º — Gamers8 2022[36]
- 1º — RLCS 2022–23 North American Spring Invitational[37]
- 2º — RLCS Season X South American Championship
- 3º–4º — Rocket League Championship Series 2021–22 World Championship[33]

## Rainbow Six
Campanhas da Furia R6
- 3-4º — Copa do Mundo de Esports 2024
- 5-8º — Blast R6 Major Manchester 2024
- 5-8º — Seis Major de Berlim 2022
- 9-12º — Six Invitational 2022
- 5-8º — Seis Major do México 2022
- 9-12º - Six Invitational 2021